# Église baptiste Nouvelle Béthel
L’Église baptiste Nouvelle Béthel (anglais : New Bethel Baptist Church) est une église baptiste américaine à Détroit, dans le Michigan, affiliée à la Convention baptiste nationale, USA. 

## Histoire
L'église a été fondée le 6 mars 1932 par le pasteur V. L. Bolton. En mai 1946, C. L. Franklin est devenu pasteur de l'église. En 1951, l'église a inauguré un nouveau bâtiment avec un auditorium de 2 500 places, au 4210 Hastings Street à Detroit. En 1963, l'église comptait 4000 membres et a déménagé au Théâtre Oriole . Le bâtiment a été inscrit au Registre national des lieux historiques depuis le 8 février 2021, pour la participation des membres de l'église dans le mouvement américain des droits civiques des années 1960.

## Croyances
L’Église a une confession de foi baptiste et est membre de la National Baptist Convention, USA .